# Claude Leclerc
Pour les articles homonymes, voir Claude Leclerc (homonymie) et Leclerc.
 (octobre 2017).
Si vous disposez d'ouvrages ou d'articles de référence ou si vous connaissez des sites web de qualité traitant du thème abordé ici, merci de compléter l'article en donnant les références utiles à sa vérifiabilité et en les liant à la section « Notes et références ».
Claude Leclerc (né en 1950) est un auteur et scénariste québécois.

## Biographie
Dans les années 70, Claude Leclerc collabore en tant que recherchiste à différentes séries télévisées pour enfants, dont Patofville, Patof raconte et Patof voyage. Il publie des contes pour enfants aux Éditions Paulines, ainsi qu'une série de bandes dessinées en collaboration avec le dessinateur Henri Desclez, aux Éditions Héritage. De plus, il est l'auteur d'une trentaine de chansons pour enfants, enregistrées par des personnages célèbres tels que « Patof », « Polpon », « Itof », « Fafouin » et « Monsieur Tranquille ».